# گونوشیخا
گونوشیخا (به لاتین: Gonoshikha) یک منطقهٔ مسکونی در روسیه است که در سرزمین آلتای واقع شده‌است.